# Crotalus aquilus
Crotalus aquilus – jadowity gatunek węża z podrodziny grzechotnikowatych (Crotalinae) w obrębie rodziny żmijowatych (Viperidae), endemit środkowego Meksyku.

## Opis
Wąż ten może osiągnąć długość maksymalnie do 67,8 cm. Większość osobników dorosłych, według opisów posiadających ciężkie ciało, nie dorasta 0,5 m długości.

## Występowanie
Spotykany na wyżynach i w górach środkowego Meksyku w stanach Aguascalientes, Guanajuato, Hidalgo, Jalisco, Meksyk, Michoacán, Querétaro, San Luis Potosí, Veracruz i Zacatecas. Lokalizacja typowa to „obok Alvarez, San Luis Potosí, Meksyk”.

## Siedlisko
Otwarte trawiaste i głównie skalne rejony w Kordylierze Wulkanicznej. Zwierzę pojawia się także w sosnowo-dębowych lasach, otwartych rejonach krasowych, trawiastych górskich łąkach i kamienistych obszarach porośniętych drzewami i trawą.

## Status
IUCN klasyfikuje Crotalus aquilus jako gatunek najmniejszej troski (least concern). Przemawia za tym szeroki zasięg, prawdopodobnie duża populacja. Co prawda zmniejsza się ona, ale wciąż jest to gatunek pospolity.